# Реслманія XXVI
«WrestleMania XXVI» (англ. «Wrestlemania XXVI») є двадцять шостим щорічним pay-per-view від WWE. Свято пройшло 28 березня 2010 , в Стадіон університету Фінікса, Глендейл.
Ця Реслманія була четвертою в історії на якій головною подією не був титульний матч, а також першою, проведеною в штаті Аризона і третьою, що проводиться на відкритій арені. На самому шоу були присутні 72,219 чоловік, а подивилося по платних кабельних каналах приблизно 885,000 осіб.
Головною подією Реслманії XXVI став матч-реванш між Андертейкером і Шоном Майклзом, перемогу в якому здобув Андертейкер і продовжив свою безпрограшну серію до 18-0. За умовою поєдинку, після програшу, Шон Майклз закінчив свою кар'єру.